# Ashtarak
Ashtarak (tiếng Armenia: Աշտարակ) là một thành phố công nghiệp thuộc tỉnh Aragatsotn, Armenia. Dân số ước tính năm 2011 là 21621 người. Đô thị này thuộc vùng đô thị Yerevan.

## Khí hậu
Ashtarak có khí hậu lục địa ẩm vào mùa hè (phân loại khí hậu Köppen Dfa).
| Dữ liệu khí hậu của Ashtarak            | Dữ liệu khí hậu của Ashtarak | Dữ liệu khí hậu của Ashtarak | Dữ liệu khí hậu của Ashtarak | Dữ liệu khí hậu của Ashtarak | Dữ liệu khí hậu của Ashtarak | Dữ liệu khí hậu của Ashtarak | Dữ liệu khí hậu của Ashtarak | Dữ liệu khí hậu của Ashtarak | Dữ liệu khí hậu của Ashtarak | Dữ liệu khí hậu của Ashtarak | Dữ liệu khí hậu của Ashtarak | Dữ liệu khí hậu của Ashtarak | Dữ liệu khí hậu của Ashtarak |
| Tháng                                   | 1                            | 2                            | 3                            | 4                            | 5                            | 6                            | 7                            | 8                            | 9                            | 10                           | 11                           | 12                           | Năm                          |
| --------------------------------------- | ---------------------------- | ---------------------------- | ---------------------------- | ---------------------------- | ---------------------------- | ---------------------------- | ---------------------------- | ---------------------------- | ---------------------------- | ---------------------------- | ---------------------------- | ---------------------------- | ---------------------------- |
| Trung bình ngày tối đa °C (°F)          | 0.8 (33.4)                   | 3.0 (37.4)                   | 9.4 (48.9)                   | 16.6 (61.9)                  | 22.0 (71.6)                  | 26.3 (79.3)                  | 30.4 (86.7)                  | 30.0 (86.0)                  | 26.1 (79.0)                  | 18.8 (65.8)                  | 10.9 (51.6)                  | 3.8 (38.8)                   | 16.5 (61.7)                  |
| Trung bình ngày °C (°F)                 | −3.8 (25.2)                  | −1.9 (28.6)                  | 4.0 (39.2)                   | 10.4 (50.7)                  | 15.4 (59.7)                  | 19.2 (66.6)                  | 23.0 (73.4)                  | 22.7 (72.9)                  | 18.4 (65.1)                  | 11.9 (53.4)                  | 5.4 (41.7)                   | −0.5 (31.1)                  | 10.4 (50.6)                  |
| Tối thiểu trung bình ngày °C (°F)       | −8.3 (17.1)                  | −6.7 (19.9)                  | −1.4 (29.5)                  | 4.3 (39.7)                   | 8.8 (47.8)                   | 12.2 (54.0)                  | 15.7 (60.3)                  | 15.6 (60.1)                  | 10.7 (51.3)                  | 5.1 (41.2)                   | 0.0 (32.0)                   | −4.8 (23.4)                  | 4.3 (39.7)                   |
| Lượng Giáng thủy trung bình mm (inches) | 19 (0.7)                     | 23 (0.9)                     | 28 (1.1)                     | 42 (1.7)                     | 62 (2.4)                     | 41 (1.6)                     | 24 (0.9)                     | 18 (0.7)                     | 18 (0.7)                     | 32 (1.3)                     | 26 (1.0)                     | 19 (0.7)                     | 352 (13.7)                   |
| Nguồn: Climate-Data.org                 |                              |                              |                              |                              |                              |                              |                              |                              |                              |                              |                              |                              |                              |

## Thành phố kết nghĩa
Ashtarak kết nghĩa với:
- Alfortville, Pháp (từ năm 1993).